# Edwin Durno
Edwin Russell Durno, född 26 januari 1899 i Linn County i Oregon, död 20 november 1976 i Medford i Oregon, var en amerikansk läkare och politiker (republikan). Han var ledamot av USA:s representanthus 1961–1963.
Durno efterträdde 1961 Charles O. Porter som kongressledamot och efterträddes 1963 av Robert B. Duncan.